# Ute Heidorn
Ute Heidorn (* 1962 in Hannover) ist eine deutsch-österreichische Schauspielerin.

## Leben
Ute Heidorn begann 1983 ein Schauspielstudium an der Hochschule für Musik und Theater Hannover, das sie 1987 mit Diplom abschloss.
Danach war sie bis 1989 Ensemblemitglied an den Städtische Bühnen Münster, anschließend bis 1992 am Staatstheater Nürnberg. In der Folge hat sie Engagements am Schauspielhaus Zürich, am Tiroler Landestheater, bei den Tiroler Volksschauspielen und am Innsbrucker Kellertheater. Sie ist Gründungsmitglied und seit 2007 festes Ensemblemitglied des Staatstheater Innsbruck und dort als Schauspielerin und Regisseurin tätig.
Für sauschneidn. ein Mütterspiel von Ewald Palmetshofer führte sie 2011 erstmals Regie.
Für Filmproduktionen arbeitete sie wiederholt mit Filmemacherin Anita Lackenberger zusammen. Unter anderem verkörperte sie 2008 in deren ORF-Dokumentation über Hildegard Burjan die Titelrolle und spielte im Kinofilm Vals die Rolle des Saligen Fräuleins sowie in Ein wilder Sommer – Die Wachausaga die Rolle der Roswitha Pichler, außerdem fungierte sie für diesen Film als Casting Director.
Von 2012 bis 2015 hatte sie einen Lehrauftrag an der Schauspielschule Innsbruck. 2024 übernahm sie als Nachfolgerin von Charly Rabanser die künstlerische Leitung des m2 Kulturexpress.
Aus einer Beziehung mit dem Schauspieler Gregor Bloéb stammen die gemeinsamen Kinder  Josephine Bloéb (* 1992) sowie Gustav Bloéb (* 2001), die ebenfalls Schauspieler sind.

## Filmografie (Auswahl)
- 1998: Tatort: Schwarzer Advent
- 2007: Die Lawine
- 2008: Hildegard Burjan
- 2013: Der Gulag
- 2013: Magische Weihnachten
- 2014: Vals
- 2015: Der Metzger und der Tote im Haifischbecken
- 2018: Universum History – Österreichs Schicksal in Frauenhand – Die andere Seite des Ersten Weltkriegs
- 2018: Ein wilder Sommer – Die Wachausaga
- 2024: Elfi